# Kanbun Uechi
Kanbun Uechi (上地 完文 Uechi Kanbun; Motobu, 5 maggio 1877 – Iejima, 25 novembre 1948) è stato un maestro di karate giapponese.
Fu il fondatore dell'Uechi-ryū, uno degli stili primari del karate di Okinawa.

## Gioventù
Kanbun crebbe mountain farming village di Izumi a Motobu, nella penisola di Okinawa. La famiglia di Uechi erano coltivatori del daikon radishes.

## Il periodo in Cina
Sulla fine del 1800 il Giappone iniziò il programma di coscrizione maschile universale ad Okinawa. Nel 1897, all'età di 19 anno, Kanbun fuggì a Fuzhou nella provincia di Fukien(Cina), al fine di fuggire dalla coscrizione militare giapponese per realizzare i suoi sogni di studiare le arti marziali con i maestri cinesi.
Arrivato in Cina, Uechi inizialmente studiò il Kojo Ryū, ma il responsabile del dojo lo derise per i suoi problemi di linguaggio e Uechi, rimasto offeso, cercò un altro posto dove allenarsi.
Uechi prossimo presero sullo studio di herbalism ed un Kung Fu il sistema chiamò "Pangai-Noon" (o Pangainun), sotto un padrone cinese chiamato Shushiwa. Uechi ricevé un certificato di dominio nel 1904, e lui aprì più tardi il suo proprio dojo in Nansoye, Cina.

## Famiglia
Kanbun Uechi ebbe quattro figli. Il figlio maggiore, Kanei, continuò il lavoro del padre nelle arti marziali. Ebbe un altro figlio, Kansai, e due figlie: Tsuru, (chiamata come sua nonna) e Kamai.